# Ermita del Humilladero (Calanda)
L'ermita del Humilladero de Calanda, a la província de Terol, dedicada a la Verge del Pilar, és en una de les antigues entrades a la població, denominada Portal de València. La construcció es remunta als segles xv i xvi, en un estil renaixentista distorsionat al llarg del temps per diverses addicions. Rebia el seu nom perquè es va edificar al costat d'un creu de terme (humilladero en castellà).

## Descripció
Es tracta d'un petit oratori, d'una sola nau, realitzat en pedra carreu. La cobertura està realitzada per mitjà d'una cúpula sobre petxines, presentant forma vuitavada a l'exterior. A la façana frontal, de certa pobresa, destaca la porta, amb arc de mig punt. Edifici esquemàtic, desnaturalitzat per l'espadanya de maó que s'alça sobre el frontó, destaca en qualsevol cas per la unitat d'estil que ofereix una fàbrica que utilitza carreu, excepte a l'espadanya.